# Будочник

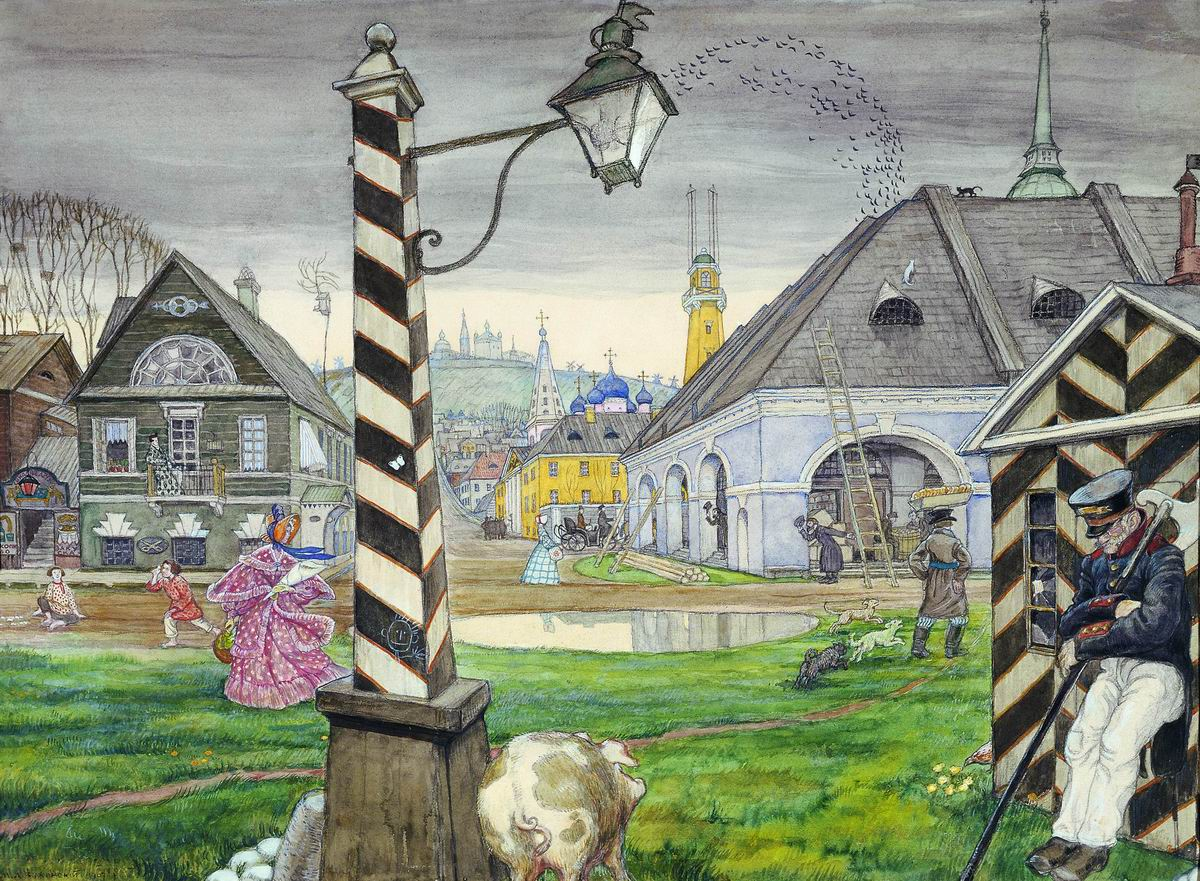
М. В. Добужинский, «Город в николаевское время». Оригинал рисунка для выпуска № 47 серии познавательных брошюр «Картины по русской истории», издание И. Н. Кнебеля, 1908 — 1913 годов. Будочник с алебардой и его выкрашенная в уставные цвета будка находятся на переднем плане справа.

Бу́дочник (устар. будошник), с первой половины XVIII века — низшее должностное лицо (нижний чин, служитель) городской полиции в Российской империи, полицейский сторож (часовой), стоящий на посту у караульной (полицейской) будки.
Будочник наблюдал за порядком на вверенной ему городской территории, обязан был пресекать преступления и правонарушения, а также нарушения чистоты улиц города и нарушения противопожарной безопасности жителями и приезжими. Непосредственным начальником будочников являлся городовой унтер-офицер. Данные полицейские чины носили неофициальные названия: «бутари», «хожалые»; москвичи называли их ещё «буфели» и «макарки». Во время реформы органов внутренних дел 1860-х годов будочников сменили городовые.

## История
Будочник нёс службу на перекрёстках улиц, у наиболее важных административных учреждений, стоял у своей будки и наблюдал за благочинием и чистотой на улицах города — в пределах, порученных его ведению, как правило их было два человека. На подведомственном будочнику участке находилась будка для укрытия от непогоды, давшая название этой должности. Тип будочника и его приёмы работы хорошо описаны в очерке «Будка» у Глеба Успенского:

Главные его обязанности (...) состояли в том, чтобы, во-первых, «тащить», а во-вторых, «не пущать»; тащил он обыкновенно туда, куда решительно не желали попасть, а не пускал туда, куда этого смертельно желали.— Глеб Успенский. «Будка».
Будочники, как и пожарные, набирались из солдат, утративших способность, или изначально проявивших неспособность к несению строевой службы. Помимо будочников, в городах дореформенной России имелись ещё так называемые инвалидные команды, укомплектованные по тому же принципу.
Со второй половины XIX века появилось новое официальное название представителя данной службы — городовой, хотя во многих провинциальных городах России, имперского периода, и сохранялись как полицейские будки, так и название будочник, заменяемое во многих южных городах империи иногда названием десятник.

### Место службы
Полицейская будка или Будка градского стража — небольшое специальное сооружение, представляющее из себя небольшое помещение, обыкновенно стоящее на перекрестке двух улиц города, в котором помещались два часовых — будочника, сменявшие друг друга в определённое начальством время. Также существовали полицейские будки как домики, имевшие отопительные печки, для постоянного проживания будочника, с семьёй. В период правления императора Николая I будки предписывалось строить по всей территории империи по единому, «высочайше утвержденному», образцу. Будка полицейская красилась чёрно-белой краской «в ёлочку», а около присутственных мест будки были военного образца и красились в имперские цвета (цвета Священного союза) — косыми полосами бело-чёрно-оранжевого цвета (белый, чёрный, оранжевый (или жёлтый)).
В столичном городе империи — Санкт-Петербурге — полицейские будки, как и другие архитектурные формы, строились по рисункам и чертежам одного из первых архитекторов Петербурга Михаила Земцова. В 1862 году в Москве, когда было составлено инвентарное описание городского имущества, в столичном городе насчитывалось 389 полицейских будок. В Атласе столичного города Москвы были отображены места нахождения полицейских будок.

### Форма, вооружение
В качестве формы одежды будочники имели «сермяжную броню» — казакин серого солдатского сукна с красным воротником и кожаную каску с навершием, кончавшимся не острием, как на касках военнослужащих, а круглым шаром.
Вооружались алебардой, многие носили с собой верёвку (бичеву) для связывания правонарушителей. Император Александр II, в 1856 году, специальным указом снял с вооружения будочников алебарды, заменив их тесаками (у пояса).